# Міхал Гашпарик
Міхал Гашпарик (словац. Michal Gašparík, нар. 19 грудня 1981, Трнава) — словацький футболіст, що грав на позиції півзахисника. Виступав за низку словацьких та закордонних клубів. По завершенні ігрової кар'єри — тренер. З 2021 року очолює тренерський штаб команди «Спартак» (Трнава). Триразовий володар Кубка Словаччини (як тренер).

## Ігрова кар'єра
Міхал Гашпарик народився 1981 року в місті Трнава, та є вихованцем футбольної школи місцевого клубу «Спартак». У 1999 році Гашпарик розпочав грати в основній команді того клубу, в якій грав до 2006 року, взявши участь у 119 матчах чемпіонату. Протягом 2006—2007 років футболіст грав у складі чеського клубу «Банік» (Мост). У 2007 році словацький півзахисник перейшов до іншого чеського клубу «Тепліце», у складі якого грав до 2010 року, після чого гравця віддали в річну оренду до словацького клубу «ДАК 1904».
У 2011 році Міхал Гашпарик став гравцем польського клубу «Гурник» (Забже), у складі якого грав до 2012 року. У 2012 році футболіст знову став гравцем трнавського «Спартака», в якому грав до 2013 року. У 2013 році Гашпарик удруге за кар'єру став гравцем клубу «ДАК 1904», проте на початку 2014 року повернувся до «Спартака». У 2014—2016 роках футболіст грав у нижчолігових словацьких клубах «Іскра» (Борчице), «Габчиково» та «Скалиця», після чого завершив виступи на футбольних полях.

## Кар'єра тренера
Міхал Гашпарик розпочав тренерську кар'єру відразу ж по завершенні кар'єри гравця, у 2016 році увійшовши до тренерського штабу клубу «Спартак» (Трнава), де пропрацював з 2016 по 2021 рік. З 2021 року Гашпарик очолює тренерський штаб команди «Спартак» (Трнава). На чолі команди тренер здобув 3 титули володаря Кубка Словаччини.

## Титули і досягнення

### Як тренера
- Володар Кубка Словаччини (3):

«Спартак» (Трнава): 2021–2022, 2022–2023, 2024–2025